# SVG TV
SVG TV est une chaîne de télévision généraliste nationale publique diffusée dans l'archipel de Saint-Vincent-et-les-Grenadines.

## Histoire de la chaîne
St. Vincent and The Grenadines Broadcasting Corporation Ltd (SVGBC) met en onde sa chaîne de télévision le 2 mars 1980.

## Identité visuelle

### Logos

Ancien logo de SVG TV
Logo actuel de SVG TV

## Organisation

### Dirigeants
Directeur :
- R. Paul MacLeish

Directeur des programmes :
- Maxian Harry

### Siège
Le siège de SVG TV est situé à Dorsetchire Hill sur les hauteurs de Kingstown.

## Programmes
La chaîne diffuse ses programmes 24h/24 et est affiliée au groupe barbadien Caribbean Media Corporation (CMC) et à CNN. 
- SVG TV News : journal télévisé

## Diffusion
SVG TV est diffusée sur le canal 9 VHF du réseau analogique hertzien et possède plusieurs répétiteurs (canaux 7, 10, 11, 13 et 14) stratégiquement placés pour obtenir une couverture nationale à 95 % du territoire malgré le relief montagneux et les multiples îles composant l'archipel. Tous ces émetteurs débordent également sur le sud de Sainte-Lucie, le nord de la Grenade et l'ouest de la Barbade.